# Canredondo de la Sierra
Canredondo de la Sierra es una localidad española del municipio de Garray, perteneciente a la provincia de Soria, en la comunidad autónoma de Castilla y León. 

## Geografía
Discurre por los alrededores de la localidad el río Duero, que divide el término de Canredondo del monte Valonsadero. Está ubicada en la comarca de Soria y el partido judicial de Soria.
Está situado a 9,2 km al norte de Soria, en la zona conocida como Campillo de Buitrago. Desde esta ciudad, salimos por la N-111 dirección Logroño hasta llegar al puente de Garray, donde se toma la calzada que parte del centro de éste, llamada La Vanguardia, entre los cauces de los ríos Duero y Tera. Tardesillas se encuentra al sur de la sierra de Carcaña en la llanada que conforman ambos ríos. El río Tera atraviesa su término de norte a sur.

## Historia
Sobre la base de los datos del censo de Pecheros de 1528, en el que no se contaban eclesiásticos, hidalgos y nobles, se registra la existencia 13 pecheros, es decir unidades familiares que pagaban impuestos. Figura en el documento original escrito como Canredondo. 
A la caída del Antiguo Régimen la localidad se constituyó en municipio constitucional en la región de Castilla la Vieja, partido de Soria, que en el censo de 1842 contaba con 47 hogares y 190 vecinos.
Hacia mediados del siglo XIX, el lugar tenía contabilizada una población de 190 habitantes. La localidad aparece descrita en el quinto volumen del Diccionario geográfico-estadístico-histórico de España y sus posesiones de Ultramar de Pascual Madoz de la siguiente manera:

CANREDONDO: ald. con ayunt. de la prov. y part. jud. de Soria (3 leg.) , aud. terr. y c. g. de Burgos (22), dióc. de Osma (10): sit. en la falda meridional de un cerro que no le estorba la libre ventilacion del N., con clima frio; las enfermedades mas comunes son gastroenteritis. Tiene 34 casas; la de ayunt.; escuela de instruccion primaria, concurrida por unos 30 alumnos de ambos sexos, á cargo de un maestro dotado con 27 fan. de trigo; una fuente de cristalinas y delgadas aguas; una igl. parr. (San Miguel) aneja de la de Dombellas, servida por un teniente cura, y detras del templo un cementerio bien ventilado. Confina el térm. N. Espejo; E. Chavaler; S. Las Casas, barrio de Soria, y O. Dombellas: dentro de él se encuentra un pequeño paseo de alameda, un monte carrascal bien poblado y conservado, una pequeña deh. y varios manantiales. El terreno es de mediana calidad; pasa por la parto del S. á la dist. de 1/2 hora el r. Duero. caminos: los locales. correo: se recibe de la adm. de Soria por un cartero. prod.: toda clase de trigo, algunas legumbres, cáñamo y yerbas de pasto; cria ganado lanar y vacuno para la agricultura; caza de perdices y conejos. ind.: la agrícola y algunos telares de lienzos ordinarios y paños burdos. pobl.: 47 vec., 190 alm. cap. imp.: 21,580 rs.
(Madoz, 1846, p. 468)

Hasta la reforma de la nomenclatura municipal de 1916 el municipio se llamaba simplemente Canredondo. En dicha fecha su nombre fue modificado por el de Canredondo de la Sierra. En 1969 desapareció el municipio de Canredondo de la Sierra, al fusionarse con los de Garray, Chavaler, Dombellas y Tardesillas.

## Geografía humana

### Demografía
| Gráfica de evolución demográfica de Canredondo de la Sierra entre 1842 y 1960 |
| |
| Población de derecho según los censos de población del INE Población de hecho según los censos de población del INEEn estos censos se denominaba Canredondo: 1842, 1857, 1860, 1877, 1887, 1897, 1900 y 1910 Entre el censo de 1970 y el anterior, este municipio desaparece porque se integra en el municipio 42094 (Garray) |

En el año 2010 contaba con 38 habitantes, concentrados en el núcleo principal, pasando a 35 en 2014.

## Patrimonio
- Iglesia de San Miguel.[4] Construida en el siglo XVIII aprovechando parte del primitivo edificio románico anterior. Es de nave rectangular rematada en ábside semicircular con su tramo recto. Se ha conservado el ábside, aunque reformado en época barroca y en el lienzo sur queda la antigua puerta, hoy día cegada. Al interior la cabecera se cubre con bóveda de horno y el presbiterio con cañón, arrancando en ambos casos de una imposta. La pila de agua bendita se compone de una basa con bolas, corto fuste y una copa prismática decorada con dos arcos que albergan bolas.
- Despoblado de San Hilario.
- Zona arqueológica con abundantes abrigos naturales que conservan pinturas rupestres prehistóricas.